# Nova Sintra
Nova Sintra es una ciudad caboverdiana del municipio de Brava.

## Geografía
La ciudad está situada en la isla Brava.

## Organización territorial
La ciudad abarca los lugares y barrios de:
- Achada Igreja
- Achada Losna
- Avenida Amilcar Cabral
- Belém
- Belém de Baixo
- Belém de Cima
- Calvario
- Covão
- Cruz
- Cruz das Almas
- Cruz Grande
- Cutelo
- Cutelo Mentira
- Geracunda (Djacunda)
- Largo Praça
- Matinho
- Pé de Rocha
- Ponta Achada
- Ponta Baixo
- Raiz
- Ribeira Abaixo
- Rua Direita
- Rua dos Trabalhadores
- Santana
- Santo António

## Demografía
Gráfica demográfica de la ciudad de Nova Sintra:
| Gráfica de evolución demográfica de Nova Sintra entre 1990 y 2021 |
|                                                                   |